# Yehuda Elkana
Yehuda Elkana (hebreo: יהודה אלקנה) nació en 1934 en Subotica, Yugoslavia y murió el 21 de septiembre de 2012 en Jerusalén, Israel. Fue un distinguido historiador y filósofo de la ciencia, y un expresidente y Rector de la Universidad Central Europea en Budapest, Hungría. Estuvo casado con la Dra. Yehudit Elkana y tuvo cuatro hijos.

## Obras
- Elkana, Yehuda (1974), The discovery of the conservation of energy, with a foreword by I. Bernard Cohen, Hutchinson Educational.[2][3]
- Elkana, Yehuda (1981), «A Programmatic Attempt at an Anthropology of Knowledge»,  en Mendelsohn, Everett; Elkana, Yehuda, eds., Sciences and cultures: anthropological and historical studies of the sciences 5, D.Reidel, pp. 1-68, ISBN 978-90-277-1234-9.[4]
- Elkana, Yehuda (1986), Anthropologie der Erkenntnis. Die Entwicklung des Wissens als episches Theater einer listigen Vernunft, Suhrkamp, ISBN 978-3-518-57940-4.
- Elkana, Yehuda (1986), «Second-order thinking in classical Greece»,  en Eisenstadt, Shmuel Noah, ed., Origins and diversity of axial age civilizations, State University of New York Press, pp. 40-64, ISBN 978-0-88706-094-6.
- Elkana, Yehuda (1994), Essays on the Cognitive and Political Organization of Science, Max Planck-Institut für Wissenschaftsgeschichte.
- Elkana, Yehuda (2002) [1984], «Transformations in realist philosophy of science from Victorian Baconism to the present day»,  en Mendelsohn, Everett, ed., Transformation and Tradition in the Sciences: Essays in Honour of I.Bernard Cohen, Cambridge University Press, pp. 487-526, ISBN 0-521-52485-7.
- Elkana, Yehuda (2008), «Einstein and God»,  en Galison, Peter; Holton, Gerald James; Schweber, Silvan S., eds., Einstein for the 21st century: his legacy in science, art, and modern culture, Princeton University Press, pp. 35-47, ISBN 978-0-691-13520-5.
- Elkana, Yehuda; Krastev, Ivan; Macamo, Elisio, eds. (2002), Unraveling ties: from social cohesion to new practices of connectedness, Campus Verlag, pp. 7-25, ISBN 3-593-36846-3.
- Elkana, Yehuda (2006), «Unmasking Uncertainties and Embracing Contradictions»,  en Golde, Chris M; Walker, George E., eds., Envisioning the Future of Doctoral Education, preparing stewards of the discipline, Carnegie essays on the doctorate, Jossey-Bass, pp. 65–96, ISBN 978-0-7879-8235-5.